# Полегнала е Тодора
„Полегнала е Тодора“ или „Полегнала е Тудора“ е традиционна българска фолклорна песен, обработена от Филип Кутев за изпълнение от многогласен народен хор. Песента се превръща в една от най-популярните български народни песни по света.